# Abel Matutes
Abel Matutes y Juan (ur. 31 października 1941 w Ibizie) – hiszpański i balearski polityk, prawnik, samorządowiec oraz przedsiębiorca, parlamentarzysta krajowy, poseł do Parlamentu Europejskiego IV kadencji, w latach 1986–1994 komisarz europejski, od 1996 do 2000 minister spraw zagranicznych.

## Życiorys
Absolwent prawa i nauk politycznych na Uniwersytecie Barcelońskim. Zajmował się pracą jako nauczyciel akademicki, a także przedsiębiorca branży turystycznej i bankowej.
Od początku lat 70. zaangażowany w działalność polityczną. W latach 1970–1971 pełnił funkcję alkada Ibizy, w latach 1964–1977 był wiceprzewodniczącym urzędu zajmującego się rozwojem turystyki. Był założycielem i liderem balearskiej partii Unió Liberal, dołączył następnie do Sojuszu Ludowego, pełnił funkcję wiceprzewodniczącego tego ugrupowania. Później został członkiem Partii Ludowej, wchodząc w skład jej komitetu wykonawczego. W latach 1977–1982 zasiadał w hiszpańskim Senacie, następnie przez cztery lata był posłem do Kongresu Deputowanych.
W latach 1986–1994 był członkiem trzech kolejnych Komisji Europejskich, którymi kierował Jacques Delors. Odpowiadał początkowo za kwestie kredytów i inwestycji oraz małą i średnią przedsiębiorczość, następnie za politykę śródziemnomorską, a później za energię i transport. W 1994 odszedł z KE, uzyskał mandat posła do Europarlamentu IV kadencji. Zasiadał w nim do 1996, będąc przewodniczącym Komisji ds. Zagranicznych, Bezpieczeństwa i Polityki Obronnej. Od maja 1996 do kwietnia 2000 sprawował urząd ministra spraw zagranicznych w rządzie, na czele którego stał José María Aznar.